# Fernando Jara
Fernando Jara Aninat (* 9. August 1930 in Valparaíso; † 16. November 2023 in Vitacura) war ein chilenischer Fußballspieler. Der Mittelfeldspieler absolvierte ein Länderspiel für die chilenische Nationalmannschaft und nahm mit dieser an den Olympischen Sommerspielen 1952 in Helsinki teil.

## Karriere

### Verein
Fernando Jara spielte seine gesamte Profikarriere von 1950 bis 1961 bei CD Universidad Católica. Mit den Cruzados gewann der Mittelfeldspieler die Meisterschaften 1954 und 1961. In den 1970er Jahren war Jara zudem Präsident des Klubs.

### Nationalmannschaft
Fernando Jara wurde für die Olympischen Sommerspiele 1952 in Helsinki nominiert. In der Vorrunde gegen Ägypten verlor die La Roja jedoch die Partie mit 4:5. Es blieb der einzige Länderspieleinsatz von Jara.

## Erfolge
Universidad Católica
- Chilenischer Meister: 1954, 1961
- Meister der Segunda División: 1956